# Schuelea
Schuelea es un  género de coleópteros adéfagos perteneciente a la familia Carabidae.

## Especies
Comprende las siguientes especies:
- Schuelea arfakensis (Baehr, 1987)
- Schuelea drumonti Baehr, 2004
- Schuelea monstrosa Baehr, 2004